# Alalcomene (Isole Ionie)
Alalcomene o Alcomene (in greco antico: Ἀλαλκομεναί? o in greco antico: Ἀλκομεναί?) era una città dell'antica Grecia ubicata nelle isole Ionie.

## Storia
Strabone riferisce che Apollodoro la situava nell'isola di Asteria, chiamata Asteris da Omero, su un istmo che aveva due porti, ma si ritiene che Strabone non abbia interpretato correttamente la notizia di Apollodoro, che identificava l'isola di Asteria con la odierna Itaca.
Plutarco, da parte sua, la situa ad Itaca e, sulla base di una notizia di Istro il Callimacheo, sostiene che il nome della città derivi da Alalcomene in Beozia, perché è lì che Anticlea avrebbe dato alla luce Odisseo.